# Кишш, Анна
Анна Кишш (Киш, венг. Kiss Anna; 26 января 1939, Дьюла, Королевство Венгрия) — венгерская поэтесса, драматург, редактор, педагог. Лауреат Национальной премии имени Ко́шута (2016) и премии Йожефа Аттилы (1975, 1992). Удостоена звания «Художник нации». Член Литературного отделения Венгерской академии искусств (2007).

## Биография
С 1957 по 1961 год обучалась в университете Дебрецена, но учёбу не закончила. Изучала с 1966 года венгерско-русскую филологию в Сегедском университете, работала воспитателем детского сада. С 1963 по 1979 год преподавала в Будапеште . С —1975 года  — член Союза венгерских писателей и Художественного фонда Венгрии. 
С 1979 года — на творческой работе. В 1990-1994 годах редактировала литературный журнал «Tekintet». 

## Творчество
Источниками её поэзии являются фольклор, сказки, старые народные песни, баллады, старинные венгерские поэтические предания. Автор мифов, в которых использует мотивы народной культуры и крестьянско-ремесленного быта. Значимы также её произведения, написанные для детей, аудиоспектакли и драмы.

## Стихи
- Fabábu (1971)
- Feketegyűrű (1974)
- Kísértenek (1976)
- Világok (versek, verses drámák, 1978)
- Fohász; Békés Megyei Könyvtár, Békéscsaba, 1982
- A viszony (1983)
- Az idő (1986)
- Az esély (verses drámák, 1990)
- A jelenlét (1993)
- Genitivus (1995)
- Másik idő. Válogatott írások; Kortárs, Budapest, 1999
- De (2001)
- Az éden íze (Trilógia I., 2006)
- Gryllus Vilmos–Kiss Anna; Helikon, Budapest, 2006 (Hangzó Helikon) + CD
- Az úrnő ezüst ujja (Trilógia II., 2008)
- Szélörvények vonulnak (Trilógia III., 2010)
- Jár nyomomban; Kortárs, Budapest, 2011 (Kortárs vers)
- Lepkék útján a lélek; Kortárs, Budapest, 2012 (Kortárs vers)
- Gyolcs. Összegyűjtött versek; Kortárs, Budapest, 2014
- Suhogások; Kortárs, Budapest, 2017 (Kortárs vers)
- Aranyalma. Összegyűjtött írások kicsiknek, nagyoknak; Kortárs, Budapest, 2019
- Hideglelés; Kortárs, Budapest, 2020 (Kortárs vers)

## Детские стихи и сказки
- A holdnak háza van (1978)
- Hol van a világ vége? (1981)
- Tükörképek (prózaversek, 1983)
- Máktündérek, csutkanépek (1984)
- Alattunk is laknak, felettünk is laknak (1985)
- A téli utak ördöge (1987)
- Tündér a ruháskosárban (1989)
- Ünnepnapok, évszakok (1992)
- Szeles könyv (2000)
- Szeleskönyv (2000)